# APA-Fußballerwahl

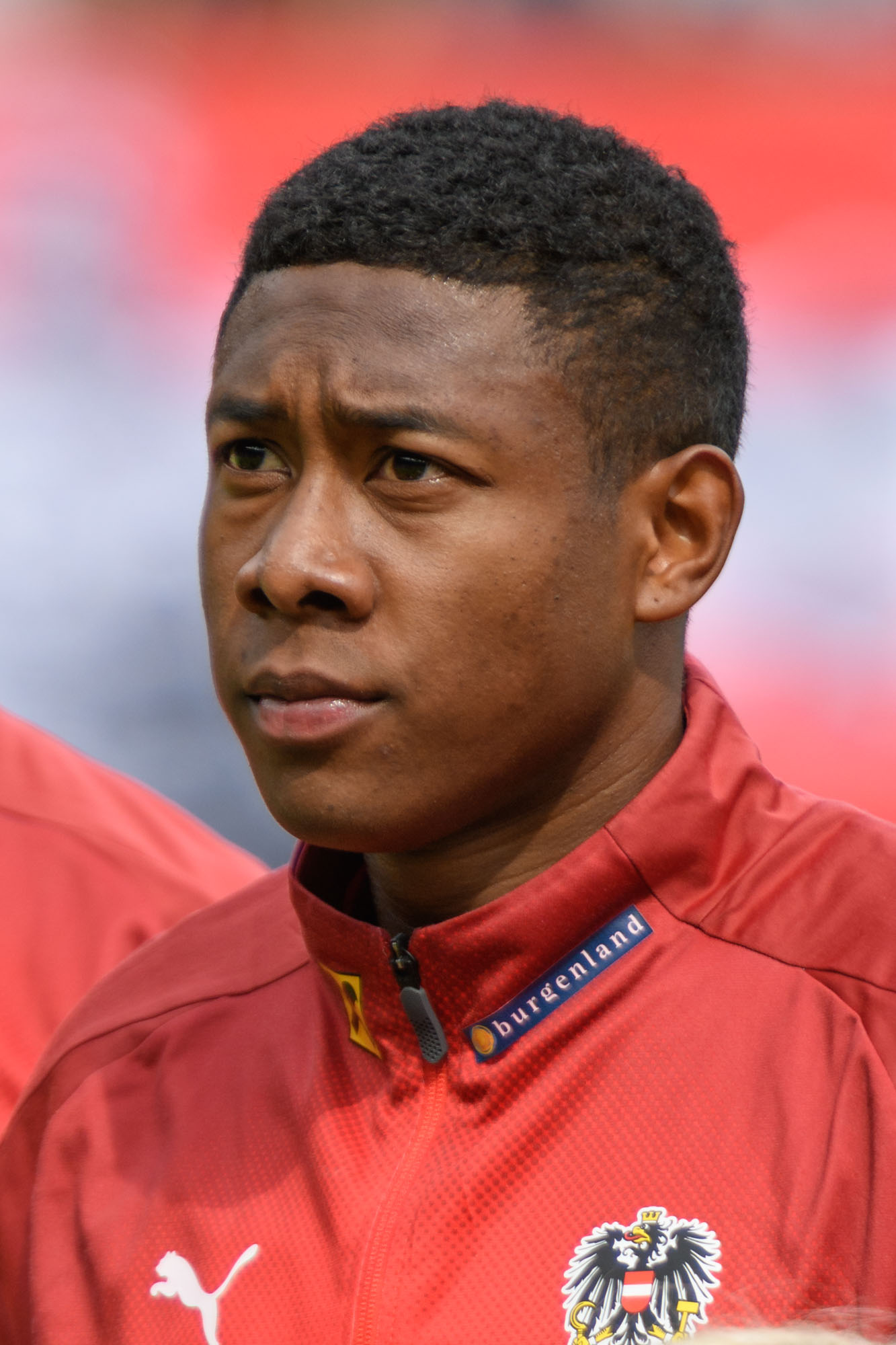
Rekordsieger David Alaba (2018)

Die „APA“-Fußballerwahl ist eine von der Austria Presse Agentur ins Leben gerufene und veranstaltete Wahl, in der die Fußballer des Jahres von Österreich gewählt werden. Zur Wahl zugelassen sind nur die Trainer/Sportdirektoren der österreichischen Bundesligisten, die jeweils drei Spieler nominieren. Jener Spieler, der dadurch die meisten Punkte erhält, bekommt am Ende der Saison diese Auszeichnung verliehen. Die erste Wahl dieser Art wurde 1984 durchgeführt, es siegte Herbert Prohaska. Seither wird die APA-Fußballerwahl jährlich durchgeführt.
Die Wahl der Fußballerin des Jahres wird seit 2018 mit den Trainern der ÖFB Frauen-Bundesliga durchgeführt.
Rekordtitelträger ist David Alaba mit zehn Titeln vor Ivica Vastić mit vier Siegen und Herbert Prohaska mit drei. Bei den Vereinen führen der FK Austria Wien und der FC Bayern München mit acht Siegen die Wertung vor dem SK Rapid Wien mit sieben Titeln an.

## Fußballer des Jahres
Mit dem Titel „Fußballer des Jahres“ wurden bis 2023 insgesamt 24 verschiedene Spieler ausgezeichnet.
| Jahr        | Spieler               | Nationalität | Verein               | Liga                       |
| ----------- | --------------------- | ------------ | -------------------- | -------------------------- |
| 1984        | Herbert Prohaska      | Österreich   | FK Austria Wien      | Österreichische Bundesliga |
| 1985        | Herbert Prohaska      | Österreich   | FK Austria Wien      | Österreichische Bundesliga |
| 1986        | Toni Polster          | Österreich   | FK Austria Wien      | Österreichische Bundesliga |
| 1987        | Heribert Weber        | Österreich   | SK Rapid Wien        | Österreichische Bundesliga |
| 1988        | Herbert Prohaska      | Österreich   | FK Austria Wien      | Österreichische Bundesliga |
| 1989        | Gerhard Rodax         | Österreich   | FC Admira/Wacker     | Österreichische Bundesliga |
| 1990        | Andreas Ogris         | Österreich   | FK Austria Wien      | Österreichische Bundesliga |
| 1990        | Andreas Ogris         | Österreich   | Espanyol Barcelona   | Primera División           |
| 1991        | Néstor Gorosito       | Argentinien  | FC Swarovski Tirol   | Österreichische Bundesliga |
| 1992        | Andreas Herzog        | Österreich   | SK Rapid Wien        | Österreichische Bundesliga |
| 1992        | Andreas Herzog        | Österreich   | Werder Bremen        | Deutsche Bundesliga        |
| 1993        | Franz Wohlfahrt       | Österreich   | FK Austria Wien      | Österreichische Bundesliga |
| 1994        | Heimo Pfeifenberger   | Österreich   | SV Austria Salzburg  | Österreichische Bundesliga |
| 1995        | Michael Konsel        | Österreich   | SK Rapid Wien        | Österreichische Bundesliga |
| 1996        | Ivica Vastić          | Österreich   | SK Sturm Graz        | Österreichische Bundesliga |
| 1997        | Toni Polster          | Österreich   | 1. FC Köln           | Deutsche Bundesliga        |
| 1998        | Ivica Vastić          | Österreich   | SK Sturm Graz        | Österreichische Bundesliga |
| 1999        | Ivica Vastić          | Österreich   | SK Sturm Graz        | Österreichische Bundesliga |
| 2000        | Radosław Gilewicz     | Polen        | FC Tirol Innsbruck   | Österreichische Bundesliga |
| 2001        | Ronald Brunmayr       | Österreich   | Grazer AK            | Österreichische Bundesliga |
| 2002        | Vladimír Janočko      | Slowakei     | FK Austria Wien      | Österreichische Bundesliga |
| 2003        | Andreas Ivanschitz    | Österreich   | SK Rapid Wien        | Österreichische Bundesliga |
| 2004        | Steffen Hofmann       | Deutschland  | SK Rapid Wien        | Österreichische Bundesliga |
| 2005        | Mario Bazina          | Kroatien     | Grazer AK            | Österreichische Bundesliga |
| 2005        | Mario Bazina          | Kroatien     | SK Rapid Wien        | Österreichische Bundesliga |
| 2006        | Alexander Zickler     | Deutschland  | FC Red Bull Salzburg | Österreichische Bundesliga |
| 2007        | Ivica Vastić          | Österreich   | LASK                 | Erste Liga                 |
| 2008        | Marc Janko            | Österreich   | FC Red Bull Salzburg | Österreichische Bundesliga |
| 2009        | Steffen Hofmann       | Deutschland  | SK Rapid Wien        | Österreichische Bundesliga |
| 2010        | Zlatko Junuzović      | Österreich   | FK Austria Wien      | Österreichische Bundesliga |
| 2011        | David Alaba           | Österreich   | TSG 1899 Hoffenheim  | Deutsche Bundesliga        |
| 2011        | David Alaba           | Österreich   | FC Bayern München    | Deutsche Bundesliga        |
| 2012        | David Alaba           | Österreich   |                      | Deutsche Bundesliga        |
| 2013        | David Alaba           | Österreich   |                      | Deutsche Bundesliga        |
| 2014        | David Alaba           | Österreich   |                      | Deutsche Bundesliga        |
| 2015        | David Alaba           | Österreich   |                      | Deutsche Bundesliga        |
| 2016        | David Alaba           | Österreich   |                      | Deutsche Bundesliga        |
| 2017        | Marcel Sabitzer       | Österreich   | RB Leipzig           | Deutsche Bundesliga        |
| 2018        | Marko Arnautović      | Österreich   | West Ham United      | Premier League             |
| 2019        | Erling Haaland        | Norwegen     | FC Red Bull Salzburg | Österreichische Bundesliga |
| 2020        | David Alaba           | Österreich   | FC Bayern München    | Deutsche Bundesliga        |
| 2021        | David Alaba           | Österreich   | FC Bayern München    | Deutsche Bundesliga        |
| Real Madrid | David Alaba           | Österreich   | Primera División     |                            |
| Real Madrid | David Alaba           | Österreich   | Primera División     | 2022                       |
| Real Madrid | David Alaba           | Österreich   | Primera División     | 2023                       |
| 2024        | Christoph Baumgartner | Österreich   | RB Leipzig           | Deutsche Bundesliga        |

## Fußballerin des Jahres
Die Auszeichnung „Fußballerin des Jahres“ wird seit 2018 vergeben.
| Jahr | Spielerin                  | Nationalität | Verein                     | Liga                       |
| ---- | -------------------------- | ------------ | -------------------------- | -------------------------- |
| 2018 | Sarah Zadrazil             | Österreich   | 1. FFC Turbine Potsdam     | Deutsche Frauen-Bundesliga |
| 2019 | Nicole Billa               | Österreich   | TSG 1899 Hoffenheim        | Deutsche Frauen-Bundesliga |
| 2020 | Manuela Zinsberger         | Österreich   | Arsenal Women FC           | Women’s Super League       |
| 2021 | Nicole Billa               | Österreich   | TSG 1899 Hoffenheim        | Deutsche Frauen-Bundesliga |
| 2022 | Julia Hickelsberger-Füller | Österreich   | TSG 1899 Hoffenheim        | Deutsche Frauen-Bundesliga |
| 2023 | Barbara Dunst              | Österreich   | 1. FFC/Eintracht Frankfurt | Deutsche Frauen-Bundesliga |
| 2024 | Barbara Dunst              | Österreich   | 1. FFC/Eintracht Frankfurt | Deutsche Frauen-Bundesliga |